# Circondario di Oristano
Il circondario di Oristano era uno dei circondari in cui era suddivisa la provincia di Cagliari.

## Storia
In seguito all'annessione della Lombardia al Regno di Sardegna (1859) fu emanato il decreto Rattazzi, che riorganizzava la struttura amministrativa del Regno, suddiviso in province, a loro volta suddivise in circondari e mandamenti. Il circondario di Oristano fu creato come suddivisione della provincia di Cagliari.
Il circondario di Oristano fu abolito, come tutti i circondari italiani, nel 1927, nell'ambito della riorganizzazione della struttura statale voluta dal regime fascista.

## Suddivisione
Nel 1863, la composizione del circondario era la seguente:
- mandamento I di Ales
  - comuni di Ales; Bannari; Curcuris; Escovedu; Figus; Gonnosnò; Morgongiori; Ollastra Usellus; Pau; Usellus; Zeppara
- mandamento II di Baressa
  - comuni di Baradili; Baressa; Genuri; Gonnoscodina; Setzu; Simala; Sini; Turri
- mandamento III di Bosa
  - comuni di Bosa; Montresta
- mandamento IV di Busachi
  - comuni di Ardauli; Bidonì; Busachi; Neoneli; Nughedu Santa Vittoria; Sorradile; Ula
- mandamento V di Cabras
  - comuni di Baratili; Cabras; Nurachi; Riola; Solanas; Zeddiani
- mandamento VI di Cuglieri
  - comuni di Cuglieri; Scano di Montiferro; Sennariolo
- mandamento VII di Fordongianus
  - comuni di Allai; Fordongianus; Samugheo; Villanova Truschedu
- mandamento VIII di Ghilarza
  - comuni di Abbasanta; Domus Novas Canales; Ghilarza; Norbello; Paulilatino; Soddì
- mandamento IX di Macomer
  - comuni di Birori; Borore; Bortigali; Macomer; Mulargia
- mandamento X di Milis
  - comuni di Bauladu; Milis; Narbolia; San Vero Milis; Seneghe; Tramatza
- mandamento XI di Mogoro
  - comuni di Gonnostramatza; Masullas; Mogoro; Pompu; Siris
- mandamento XII di Oristano
  - comuni di Donigala Fenughedu; Nuraxinieddu; Oristano; Palmas Arborea; Santa Giusta
- mandamento XIII di Santu Lussurgiu
  - comuni di Bonarcado; Santu Lussurgiu
- mandamento XIV di Sedilo
  - comuni di Aidomaggiore; Boroneddu; Dualchi; Noragugume; Sedilo; Tadasuni; Zuri
- mandamento XV di Senis
  - comuni di Assolo; Asuni; Mogorella; Nureci; Ruinas; Sant'Antonio Ruinas; Senis
- mandamento XVI di Simaxis
  - comuni di Ollastra Simaxis; San Vero Congius; Siamanna; Siapiccia; Silì; Simaxis; Villa Urbana
- mandamento XVII di Solarussa
  - comuni di Massama; Siamaggiore; Solarussa; Zerfaliu
- mandamento XVIII di Terralba
  - comuni di Arcidano[3]; Marrubiu; Terralba; Uras
- mandamento XIX di Tresnuraghes
  - comuni di Flussio; Magomadas; Modolo; Sagama; Sindia; Suni; Tinnura; Tresnuraghes